# Wiebelsbach
Wiebelsbach is een plaats in de Duitse gemeente Groß-Umstadt, deelstaat Hessen, en telt 1126 inwoners.

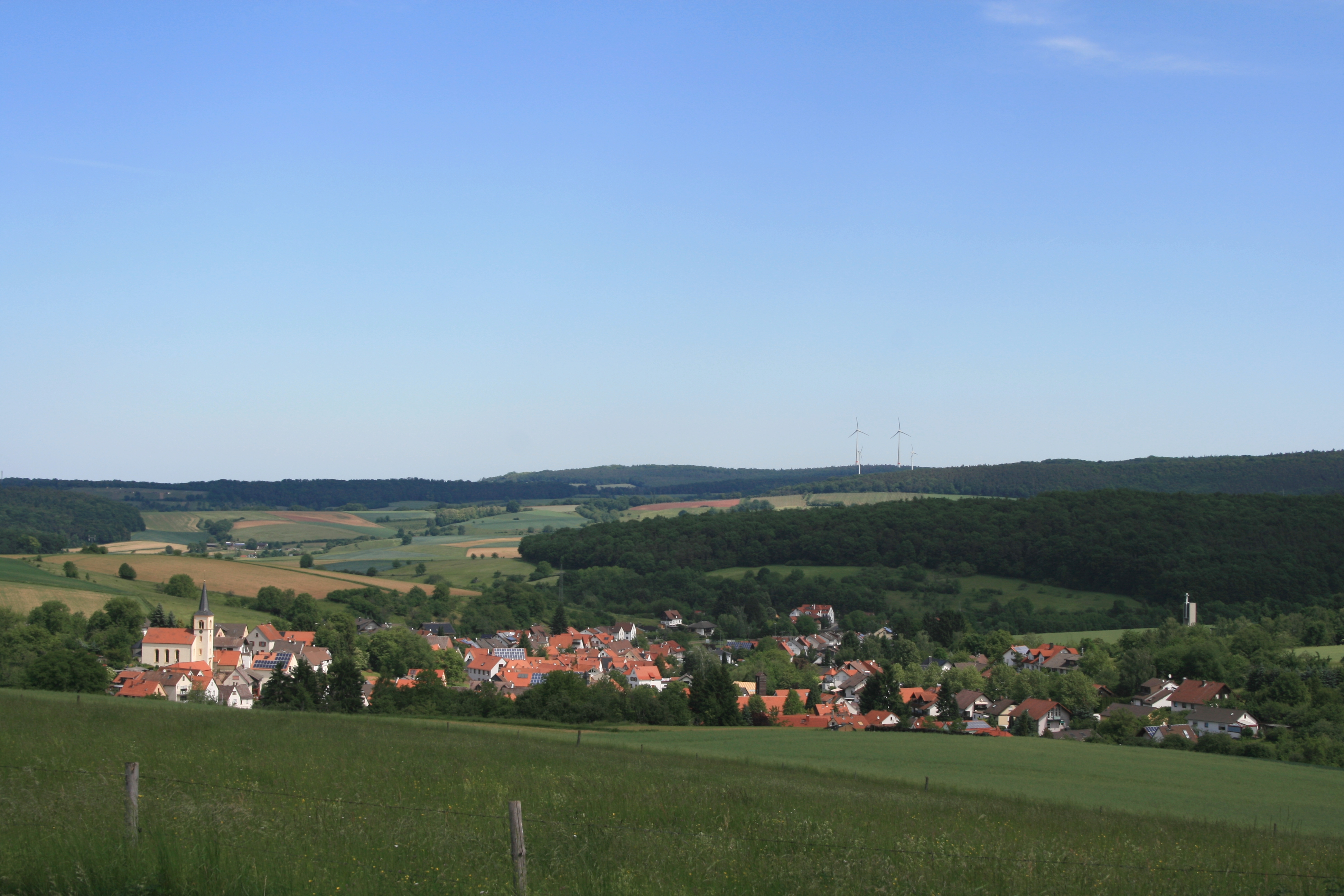
Wiebelsbach
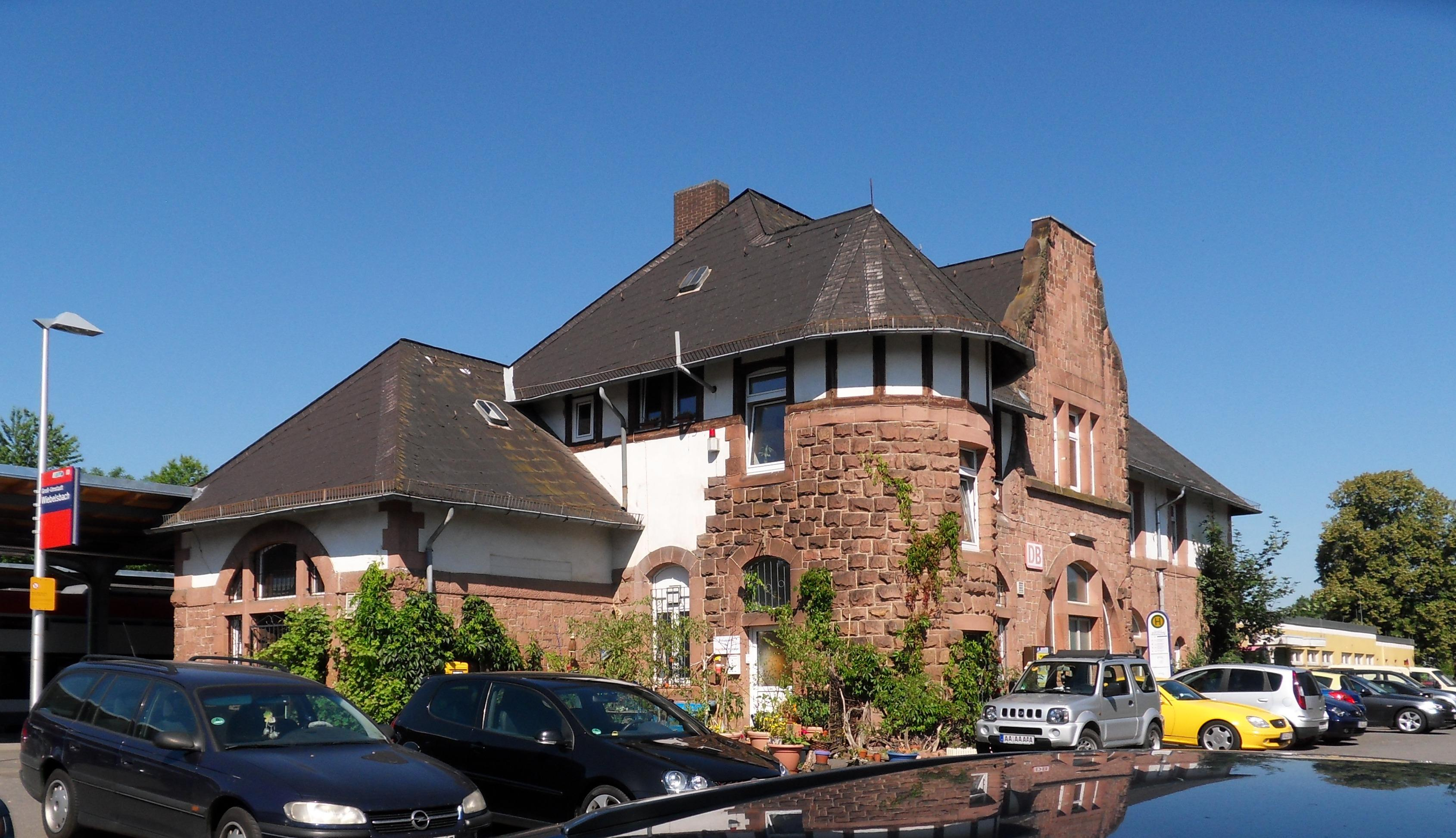
Station van Wiebelsbach